# Saraparel

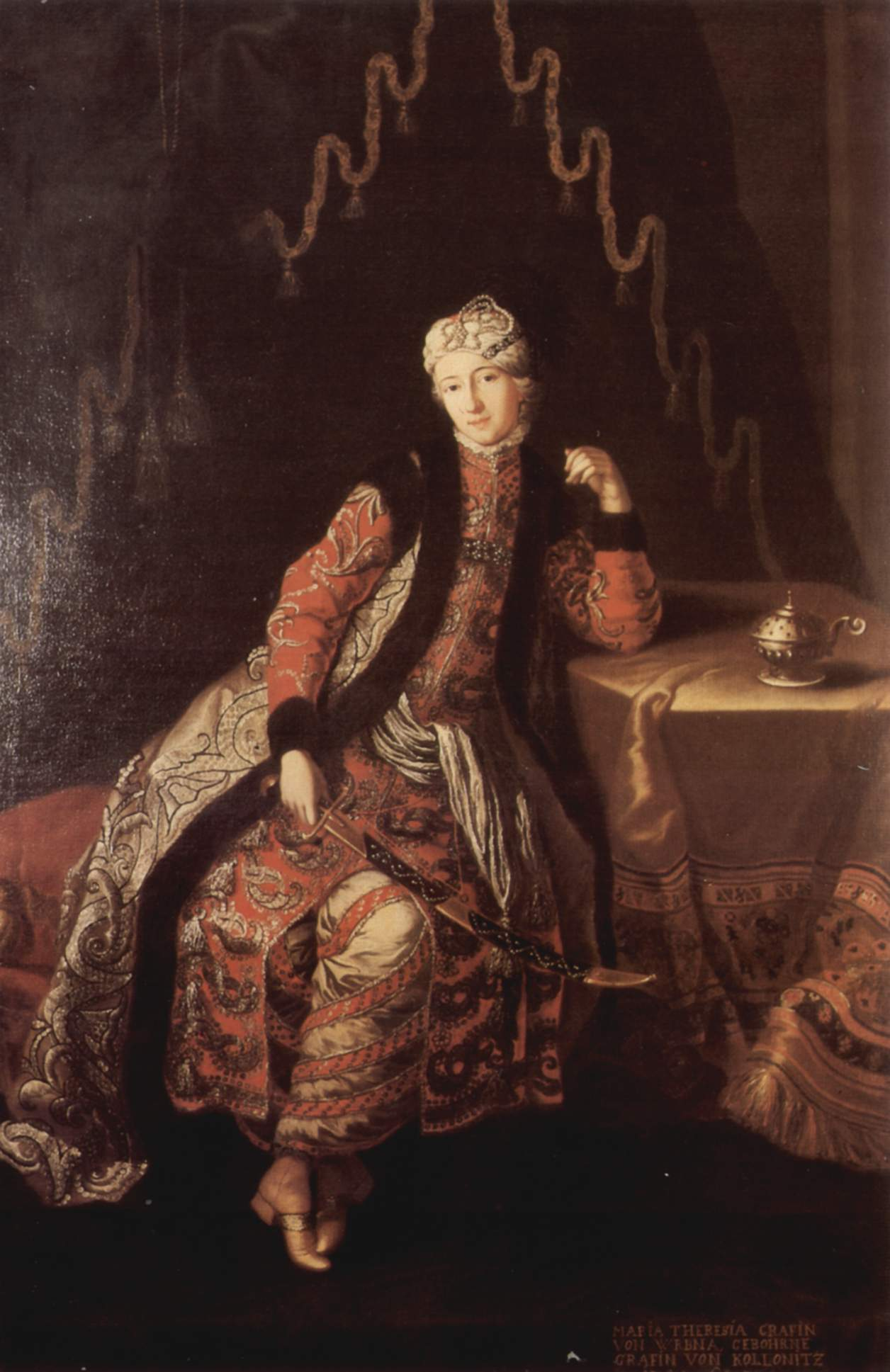
Tavernier

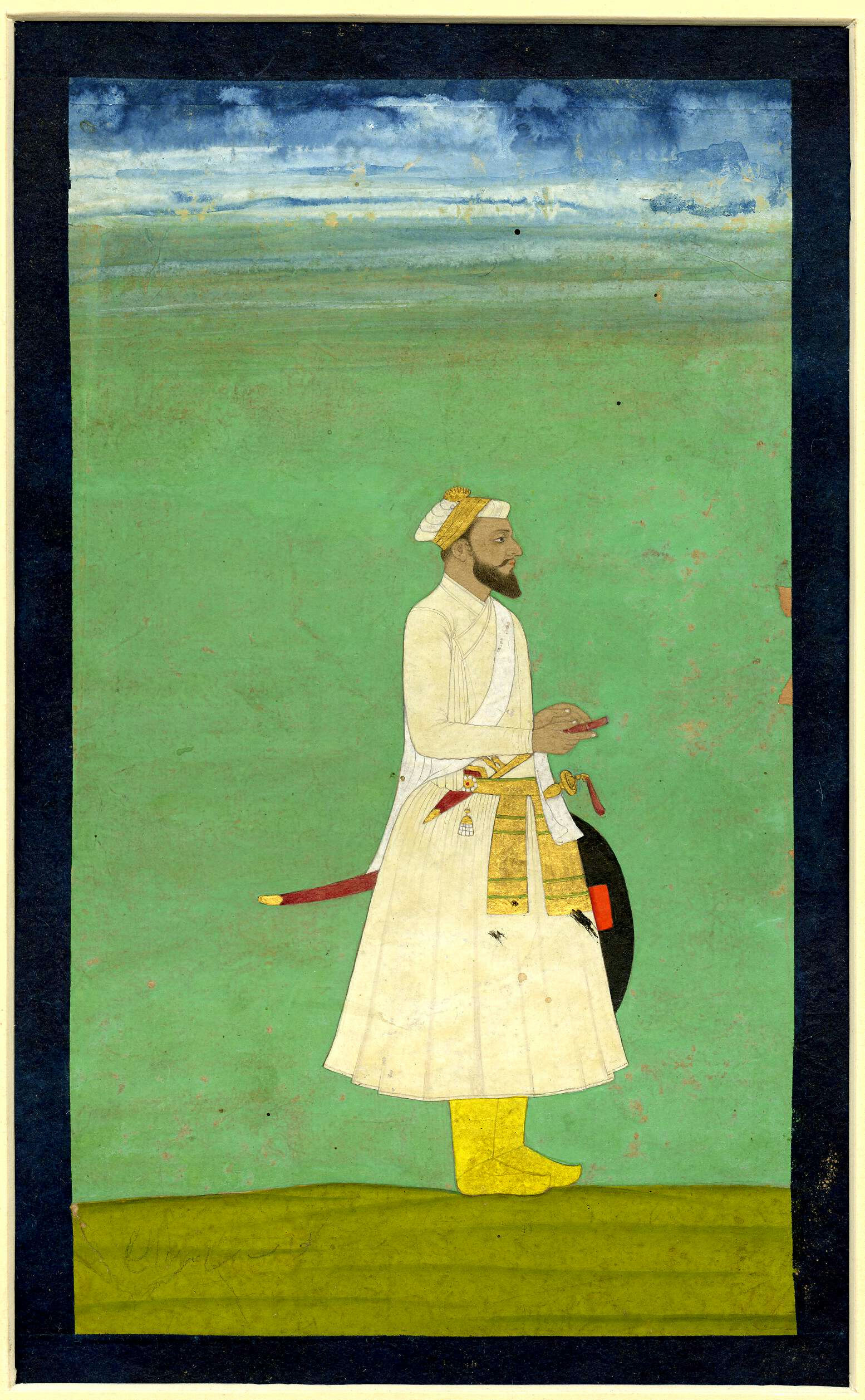
Nawab Sháyista Khán

De Saraparel (ook wel: Tavernierparel en Sháyista Khánparel) is een grote grijze parel van 220 grein of 55 karaat.
De peervormige parel is sinds het midden van de 17e eeuw bekend en werd tussen 1664 tot 1668 door juwelier en reiziger Jean-Baptiste Tavernier verkocht aan Nawab Sháyista Khán, oom van Moghul Aurangzeb en gouverneur van Bengalen.
Volgens Tavernier had de parel een grote omvang en een goede vorm maar was de luister of glans "ontoereikend". Waarschijnlijk heeft Tavernier daarmee bedoeld dat de parel niet wit maar grijs was. Tavernier vermeldde de kleur niet maar merkte wel op dat deze parel de grootste was die ooit "van de Occident naar de Oriënt werd uitgevoerd". De parel werd volgens opgave van Tavernier in zout water ontdekt voor de kust van het Isla Margarita in de kustwateren van Venezuela. 
De oesterbanken rond dit eiland waren al in 1650 uitgeput. De oesters moeten tot de soort Pinctada imbricata oftewel Pinctada radiata hebben behoord.  
In 1992 werd bij een veiling van Christie's in Genève een druppelvormige grijze parel van 55 karaat aangeboden. Dergelijke parels dragen vaak een naam en deze werd als de "Sara" aangeboden. De verkoper wenste onbekend te blijven, maar het kostte de liefhebbers en kenners van parels weinig moeite om uit te vinden dat het om de legendarische parel van Tavernier en Sháyista Khán ging. De parel werd voor $470,600 verkocht.
Abernathyparel ·
Parel van Bao Dai · 
La Pelegrina · 
Gogibus ·
Shah Sofi ·
La Peregrina ·
Sara/Tavernier/Shaista Khan · 
Parel van Allah ·
Parel van Karel I ·
Parel van Karel II ·
Jomonparel · 
Greshamparel ·
La Reine des Perles ·
Abernathyparel · 
La Huerfana · 
De Hopeparel · 
Imperial Hong Kong Pearl ·
La Régente ·
Parel van Koeweit ·
Manciniparels · 
Drexelparel ·
De Parel van Azië · 
Arco-Valleyparel · 
Christopher Walling Abaloneparel · 
Survivalparel · 
Oviedoparel ·
Queen/Patersonparel